# Santiago (kommun i Chile)
Santiago är en kommun i Chile.   Den ligger i provinsen Provincia de Santiago och regionen Región Metropolitana de Santiago, i den södra delen av landet. Huvudstaden Santiago de Chile ligger i Santiago.
Runt Santiago är det i huvudsak tätbebyggt. Runt Santiago är det ganska glesbefolkat, med 40 invånare per kvadratkilometer.